# Aegukka
Aegukka (ko. 애국가 – „Pjesma patriotizma”; službeno prevedena kao „Domoljubna pjesma”) državna je himna Sjeverne Koreje. Skladana je 1945. kao domoljubna pjesma kojom se slavi neovisnost od japanske okupacije i prihvaćena je kao državna himna 1947. godine.